# Lukhan Salakaia-Loto
Pas d'image ? Cliquez ici

a Compétitions nationales et continentales officielles uniquement.

b Matchs officiels uniquement.
Dernière mise à jour le 13 avril 2024.
Lukhan Salakaia-Loto (connu sous le nom Lukhan Tui jusqu'en octobre 2018), né le 19 septembre 1996 à Auckland (Nouvelle-Zélande), est un joueur de rugby à XV international australien d'origine samoane évoluant au poste de deuxième ligne ou de troisième ligne aile au sein des Queensland Reds en Super Rugby. 

## Biographie

### Jeunesse et formation
Lukhan Tui est né à Auckland de parents samoans, il émigre en Australie avec sa mère alors qu'il est enfant,. Il a ensuite fait ses études au lycée John Edmondson à Liverpool dans la banlieue de Sydney. Dans sa jeunesse, il commence par jouer au rugby à XIII avant de changer de code en 2014.
Il change légalement son nom de famille en octobre 2018, abandonnant Tui pour Salakaia-Loto.

### Carrière en club
Lukhan Tui commence sa carrière en 2015 avec le club de Randwick qui dispute le Shute Shield (championnat de la région de Sydney).
Malgré le fait qu'il n'ai joué qu'un match avec Randwick, il est repéré par la franchise des Queensland Reds, qui lui fait signer un contrat de trois ans à partir de 2016. Il fait ses débuts en Super Rugby le 16 avril 2016 contre les Bulls. Grâce à sa force physique, doublée d'une belle gestuelle balle en main, il devient un joueur important de son équipe. En 2018, il prolonge son contrat avec les Reds pour deux saisons supplémentaires.
En 2016, il est retenu avec l'équipe de Brisbane City pour disputer le NRC. Il remporte ce championnat en 2017.
En 2020, il est finaliste du Super Rugby AU avec les Reds, après une défaite en finale face aux Brumbies. L'année suivante, à l'issue d'une finale identique, son équipe s'impose et remporte la compétition.
Au mois de mars 2022, il est annoncé qu'il rejoint l'Angleterre et le club des Northampton Saints à l'issue de la saison 2022 de Super Rugby, à partir de la saison 2022-2023. Après avoir réalisé une saison complète, il annonce quitter les Saints à la fin de celle-ci pour retourner en Australie pour des raisons familiales. Courant juin 2023, il signe finalement pour la franchise des Melbourne Rebels à compter de la saison 2024 de Super Rugby.

### Carrière en équipe nationale
Lukhan Tui joue avec l'équipe d'Australie des moins de 20 ans lors des championnats du monde juniors 2015 et 2016,.
Il est sélectionné pour la première fois avec les Wallabies en septembre 2017 par le sélectionneur Michael Cheika, dans le cadre du Rugby Championship 2017.
Il obtient sa première cape internationale avec l'équipe d'Australie le 30 septembre 2017 à l’occasion d’un match contre l'équipe d'Afrique du Sud à Bloemfontein.
En août 2019, il est sélectionné dans le groupe australien pour disputer la Coupe du monde au Japon. Il dispute les cinq matchs de son équipe lors de la compétition, dont le quart de finale perdu face à l'Angleterre,.

## Palmarès
- Vainqueur du Super Rugby AU en 2021 avec les Queensland Reds.
- Finaliste du Super Rugby AU en 2020 avec les Queensland Reds.

## Statistiques
Au 27 janvier 2025, Lukhan Salakaia-Loto compte 41 capes en équipe d'Australie, dont 24 en tant que titulaire, depuis le 30 septembre 2017 contre l'équipe d'Afrique du Sud à Bloemfontein. Il a inscrit deux essais (10 points).
Il participe à cinq éditions du Rugby Championship, en 2017, 2018, 2019, 2020 et 2021. Il dispute douze rencontres dans cette compétition.